# Ecclesia Dei
Ecclesia Dei (łac. Kościół Boga) – dokument w formie motu proprio ogłoszony 18 lipca 1988 r. przez Jana Pawła II. Był odpowiedzią na wyświęcenie biskupów bez zgody Stolicy Apostolskiej przez arcybiskupa Lefebvre'a dnia 30 czerwca 1988 r.
Papież stwierdza w nim, że czynem tym abp Lefebvre zaciągnął ekskomunikę na siebie i na wyświęconych przez siebie biskupów. Jan Paweł II stwierdza w tym dokumencie ponadto, że każdy przyłączający się do schizmatyckiego ruchu zaciąga na siebie ekskomunikę mocą samego prawa: Wszystkim winno być wiadome, że formalna przynależność do schizmy jest poważną obrazą Boga i pociąga za sobą ekskomunikę ustaloną przez prawo Kościoła (pkt.5c).
Aby ułatwić odstąpienie od schizmy niektórym kapłanom, seminarzystom, wspólnotom zakonnym i poszczególnym ich członkom, którzy pragną pozostać pod zwierzchnictwem papieża, zachowując swoje tradycje w zakresie duchowości i liturgii, powołana została specjalna Komisja Ecclesia Dei. Do jej likwidacji w dniu 17 stycznia 2019 zajmowała się ona sprawami kontaktów z Bractwem Świętego Piusa X oraz sprawami dotyczącymi funkcjonowania różnych zgromadzeń pielęgnujących tradycje liturgiczne (Instytut Chrystusa Króla Najwyższego Kapłana, Bractwo Świętego Piotra).